# Microtus rozianus
Microtus rozianus (полівка португальська) — вид мишоподібних ссавців з родини хом'якових.

## Морфологія
Вид важко відрізнити від M. agrestis s. s. Розбіжність між видами оцінюють в 70 000 років тому.
Це полівка з довжиною тулуба й голови від 85 до 120 мм, довжиною хвоста від 28 до 46 мм, вагою від 21 до 52 грамів.

## Спосіб життя
Харчуються ці полівки переважно стеблами, пагонами та ніжним листям трав, особливо з родин злакових та осокових. На них полюють змії, хижі птахи та хижі ссавці. 
Зазвичай цей вид зустрічається на заболочених ділянках луків чи на берегах річок. Віддає перевагу місцевості з густим трав'янистим покривом і низьким випасом. Може зустрічатися і в лісових районах з густим трав'янистим покривом.

## Поширення
Ендемік Іберійського півострова: пн. і цн. Португалія, прилеглі райони Іспанії.